# Entzheim
Entzheim (Anze in alsaziano,Enzheim in tedesco) è un comune francese di 2 453 abitanti situato nel dipartimento del Basso Reno nella regione del Grand Est.

## Società

### Evoluzione demografica
Abitanti censiti